# Calle Lavapiés

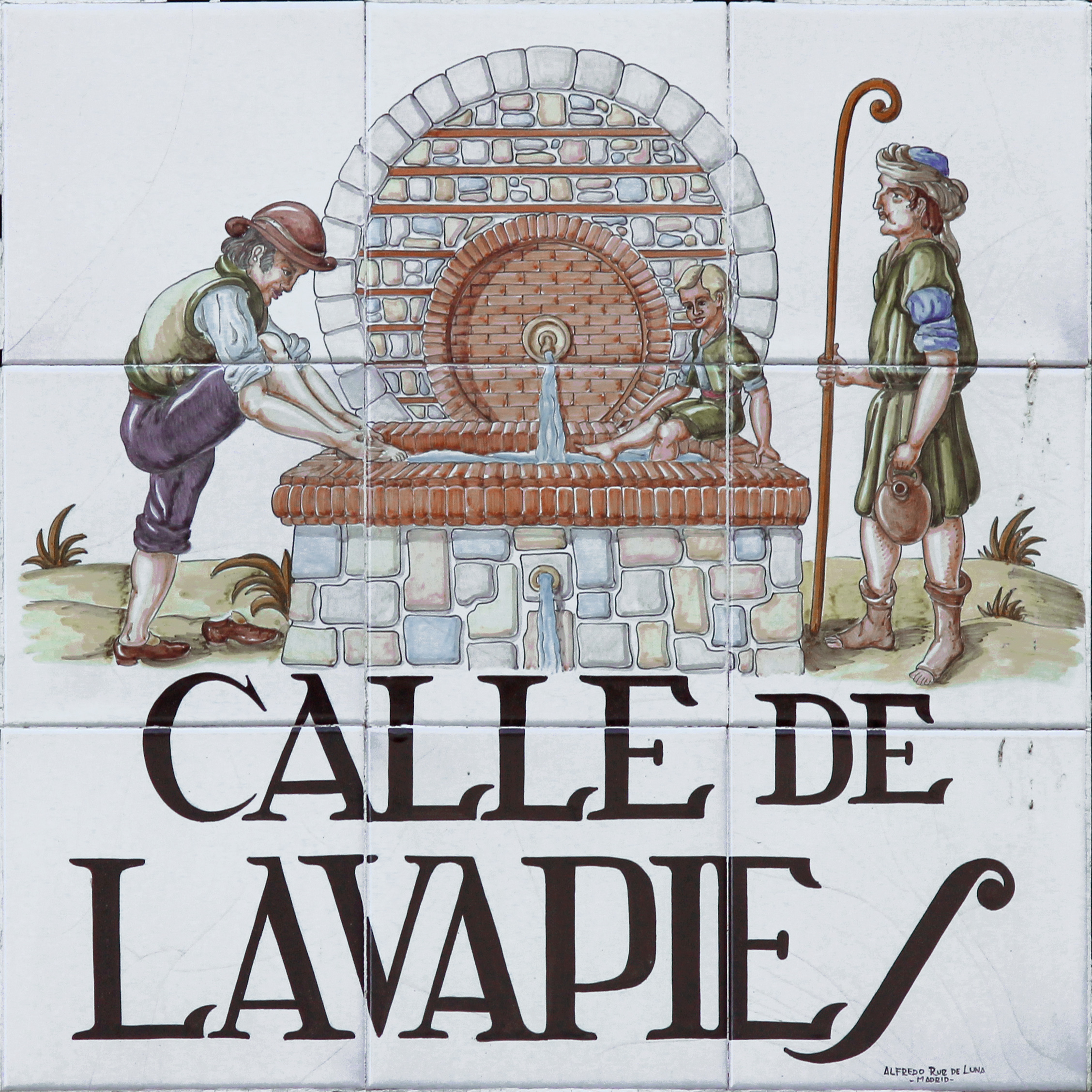
Placa del callejero tradicional de Madrid, por el ceramista Ruiz de Luna.

La calle de Lavapiés, antiguamente Real de Lavapiés, es una vía del barrio de Embajadores en el distrito Centro de Madrid. En el siglo XVIII también se conoció como calle del Avapiés por la influencia de los sainetes de Don Ramón de la Cruz, volviendo a su antiguo nombre con el siglo XIX. Junto a la vecina plaza de Lavapiés pudo albergar una de las primitivas juderías de Madrid, y se ha considerado cuna de la majeza del casticismo madrileño y la «manolería». Sube desde la plaza de Lavapiés hasta la calle de la Magdalena, tomando vecinos de las antiguas barriadas de Ministriles, Lavapiés y Jesús y María, de la parroquia de San Lorenzo en el desaparecido distrito municipal del Hospital.
El cronista Pedro de Répide la definió "calle de majeza, mapa y cifra de la manolería", y ya dos siglos antes Felipe III le había concedido el privilegio de llamarse 'Real', cuando el monarca asistió a las fiestas de desagravio al Cristo de la Oliva.

## Historia

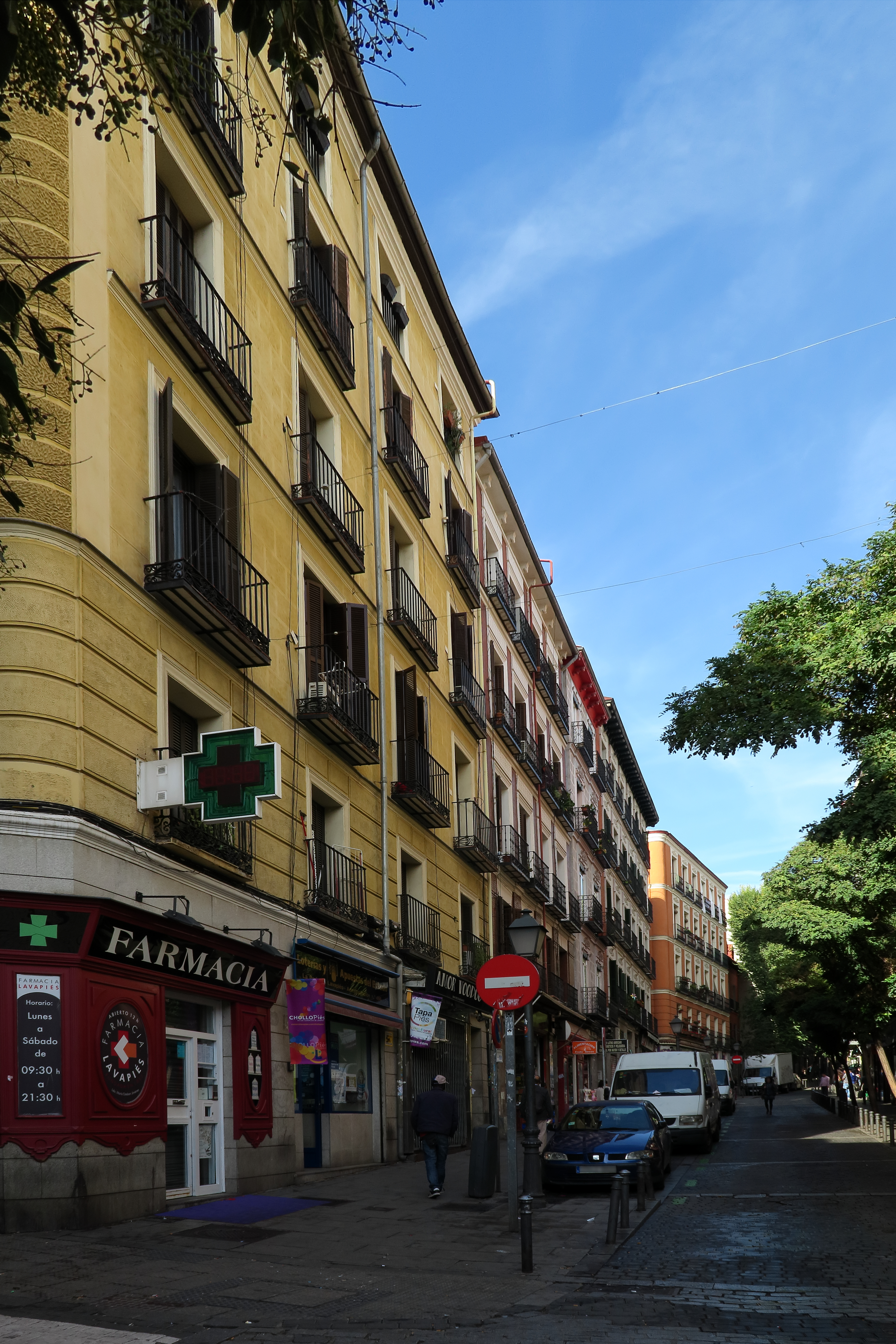
Vista de la calle desde la plaza de Lavapiés (en 2016)

Puede considerarse a Ramón de Mesonero Romanos como primer guía del Real de Lavapiés y su entorno, siguiendo sus pasos, el mencionado Répide inicia el recorrido de la calle en el alto de la Magdalena, donde comienza angosta, y tras pasar la calle de la Cabeza se ensancha en lo que se llamó plazuela de Ludones. En ese enclave vivió una cómica, Elena Ossorio, una de las tres hijas del histrión Jerónimo Velázquez,  primero amada y luego infamada por Lope de Vega tras una pelea en la puerta de la casa de la dama con otro amigo y asiduo visitante de los Velázquez, Miguel de Cervantes. De los versos que Lope le dedicó a esta familia de cómicos, después de la bronca con el 'manco de Lepanto', se extraen versos tan jugosos como aquellos que aseguran que:
Estas son tres,

estas son tres,

las que empuercan el barrio

de Lavapiés.
Répide asegura que aquellas iras puestas por escrito le valieron a Lope de Vega el apuro de ser luego procesado por libelo.
Volviendo al trazado de la calle, tenía en su origen otro ensanche, desembocando en la calle de Jesús y María, en el llamado Campillo de Manuela por tener allí figón una 'manola', con despacho de vinos de Yepes y de Alaejos. Pero la más famosa industria de esta calle en siglos pasado fue la de las buñolerías, referidas ya en 1621, cuando este gremio pidió al Consejo de la Villa madrileña la revocación de una ordenanza por la que se les obligaba a vender la libra de buñuelos a catorce maravedises, considerando ellos que no podía hacerse a menos de 18 maravedises.
En la época actual, en la calle tiene su estudio el fotógrafo Luis Baylón.

## ¿Lavapiés o el Avapiés?
Documental y literariamente hablando, tanto los referidos Lope y Cervantes, como el también dramaturgo del Siglo de Oro, Tirso de Molina, escriben Lavapiés al referirse tanto a la calle, como a la plaza o al barrio. En el caso de Tirso, su novela Los tres maridos burlados transcurre en esta calle de Lavapiés. Al parecer un error de imprenta que le hizo gracia a Don Ramón de la Cruz hizo que se encaprichase con el nombre recortado "Avapiés", que se puso así de moda en los sainetes del siglo XVIII.

## Manueles, Manolos, majos, chisperos y chulos

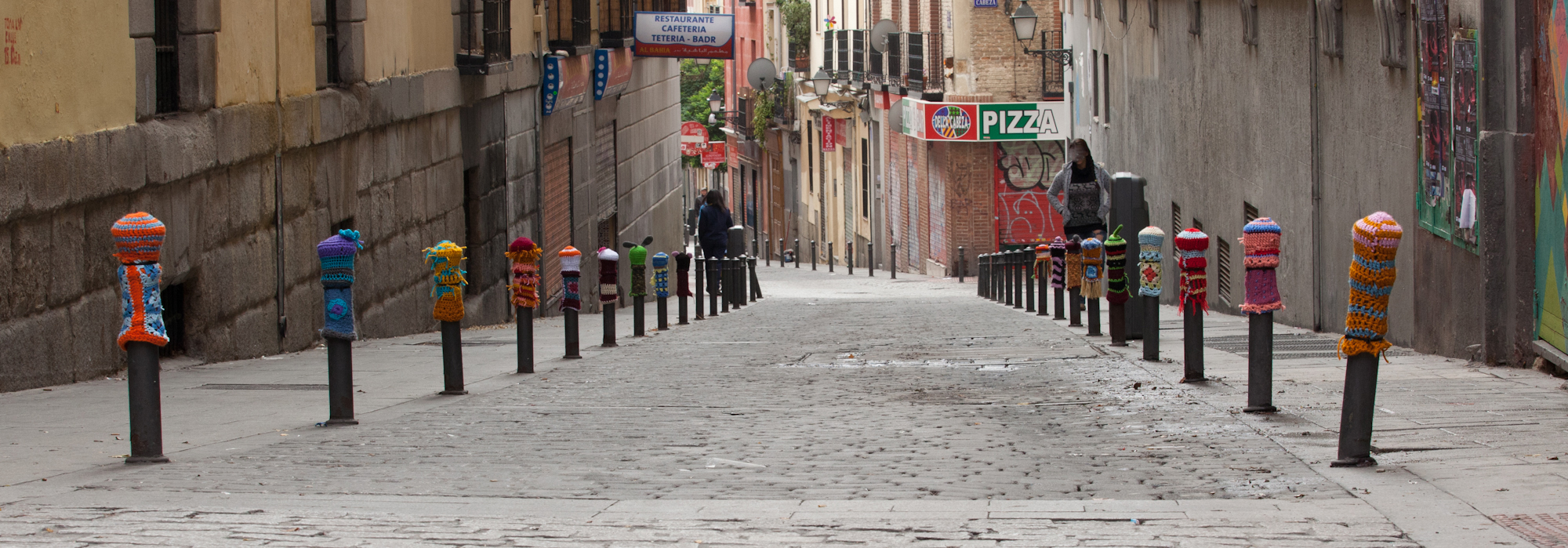
Bolardos decorados

Varios de los autores referidos o citados —Mesonero Romanos, Ramón de la Cruz, Pedro de Répide— han dejado entretenidas páginas sobre la tipología humana de Lavapiés. Suelen coincidir estos y otros literatos y cronistas del casticismo madrileño en el origen hebreo de muchos vecinos de la zona, que haciendo "ostentación de cristianos nuevos" ponían el nombre de Manuel a sus primogénitos. Andando el tiempo, el barrio de los Manueles se convirtió en el barrio de los Manolos y por extensión de las Manolas y de la "manolería" en general. En ese mismo crisol castizo se fraguarían los majos o "mayos", por la costumbre festiva de adornar el mayo y elegir la maya el día de Santiago el Verde (y que luego llenarán la obra más festiva de Francisco de Goya). Rivales de manolos y majos serían a su vez los chisperos o "tiznaos" del gremio de herreros que con el tiempo se reuniría en los barrios 'altos' del otro lado de la cerca, en lo que luego será el castizo Chamberí. Y participando de la suficiente dosis de casticismo de unos y otros menudearon hasta hacerse mayoría los 'chulos y chulapos, chulas y chulapas', con una etimología que Répide recoge de origen árabe (chaul en esa lengua denomina al "mozo o muchacho"), y que ya en el siglo XVIII Diego de Torres Villarroel menciona en sus Sueños morales en estos términos:

"Encendióse el mozo yesca a los primeros relámpagos del aire de la chula".
Diego de Torres Villarroel

Cita y metáfora que parecen dejar claro el origen de otra de las singularidades del casticismo madrileño: el piropo.